# OK radio
O.K. Radio je počeo da emituje program 21. septembra 1995.
Prve četiri godine bio je to uglavnom muzički radio sa vrlo siromašan informativnim programom koji se zasnovao uglavnom na servisnim informacijama. Promenom rukovodstva 1999. godine usvojena je nova koncepcija programa čija je okosnica bila informativni program koji je ubrzo znatno unapređen. Te godine je zapošljen veći broj novinara i započeta je njihova edukacija i specijalističko usavršavanje u zemlji i svetu, što je rezultovalo formiranjem jedne od najjačih redakcija na lokalnoj medijskoj sceni Srbije. Ubrzo, radio postaje lider u informisanju nerazvijenog područja juga Srbije a sve u cilju stvaranja modernog civilnog društva i propagiranja savremenih ideja Evropske orijentacije.
Danas O.K. radio je brza, pouzdana i urbana radio stanica koja se programskim sadržajima bori protiv šunda svake vrste. Emituje se isključivo zabavna muzika 80-ih godina osvežena aktuelnim hitovima. Preko informativnog programa O.K. radio pokriva sva relevantna dešavanja na podrušju sedam opština juga Srbije. O.K. radio emituje centralni “Dnevnik” u sopstvenoj produkciji, kratke “Vesti” na svaki pun sat i “Fleš vesti” na pola sata. Pored ovoga, na programu je i veliki broj specijalnih informativnih emisija koje tretiraju pojedine spesifične teme. Tako definisan program, čini da je O.K. radio desetak godina za redom najslušanijia radio stanica na ovom području, tako da je veliki broj renomiranih firmi našao inters da oglašava upravo na našem radiju.
Kao profesionalni medij, O.K. radio je u predhodnom periodu bio pouzdan partner mnogim donatorskim organizacijama koje su pomogle u njegovom razvoju. To su: SHC (Swedish Helsinki Committee) - Švedska, MedienHilfe - Švajcarska, OSI (Open Society Institute) - SAD, USAID-IREX - SAD, PRESS NOW - Holandija, NPA (Norveška narodna pomoć), MDLF (Media Development Loan Fund) - SAD, NED (National Endowment of Democracy) - USA, Vlada Republike Francuske, Finska ambasada u Beogradu, Ministarstvo kulture Srbije.
Do 2000. godine O.K. radio je učestvovao u antirežimskim kampanjama, a posle promene vlasti se nije priklonio ni jednoj političoj opciji već je ostao dosledan nezavisnom i profesionalnom informisanju.
O.K. radio je član ANEM-a i zvaničan partner BBC za jug Srbije.

## Uređivačka politika
Nezavisno i profesionalno informisanje, evropska orijentacija, pacifistički stavovi, rad na izgradnji modernog civilnog društva, poštovanje svih nacionalnih i verskih zajednica i uvažavanje različitosti.

## Misija
Misija O.K. radija je da kao vodeći elektronski medij na jugu srbije, kroz različit spektar svojih aktivnosti, propagira ideju modernog civilnog društva i utiče na povećanje svesti slušaoca. To će biti postignuto kroz različite sadržaje programa, koncipiranog da informiše, zabavi i uspostavi ravnotežu različitosti koja proizilazi iz specifične strukture naroda koji žive na ovim prostorima.

## Vizija
O.K. radio želi da se dostignutim kvalitetom i sadržajem programa još više približi slušaocima i na taj način zadrži poziciju vodećeg elektronskog medija na jugu Srbije.
O.K. radio želi da bude što je moguće više finasijski nezavisan i da svoje ativnosti finasira iz sopstvenih izvora, bez podrške donatora, što će biti ostvareno agresivnijim marketinškim nastupom i stalnim akcijama unapređenja prodaje.
OK radio možete slušati na 92,8 Mhz ili možete pratiti online.

## Spoljašnje veze
- O.K. Radio
- O.K. Radio online